# Аутоботи
Аутоботи (енгл. Autobots) су хероји из Трансформерс линије играчака и повезаних стрипова и цртаних филмова. Јапански назив за Аутоботе су Сајбертронци (јап. サイバトロン, енгл. Cybertrons). Њихов вођа је Оптимус Прајм, мада су Аутоботима командовали и Родимус Прајм и Сентинел Прајм. Аутоботи су у сталном рату са Десептиконима. У оригиналној америчком цртаном филму, Аутоботи су потомци линије робота које су створили Квинтесони као радну снагу. У осталим континуитетима, Аутоботе, као и Десептиконе, је створио Примус да штите васиону од злог Уникрона. Титула Прајм (од енглеске речи Prime што значи „први”) је у част Примуса.

## Цртана серија
У оригиналној серији, Аутоботи су потомци расе робота-радника које су створили Квинтесони, ванземаљци са пет лица, док су Десептикони потомци расе војних робота. После побуне која је отерала Квинтесоне са планете Сајбертрон, Десептикони – како су себе назвали – жељни моћи су започели грађански рат. Аутоботи нису могли ни да се надају да могу бити равни супериорној ватреној моћи и снази на бојишту Десептикона, и зато су се повукли у потају, развијајући вештину трансформације, прилагођавајући своја тела тако да могу да се претворе у друге облике. Са овим додатним моћима, Аутоботи су успели да победе у сукобу и настао је период мира, познат као Златно доба Сајбертрона, када је било обиље енергије, а планета је сијала златном светлошћу.
Ипак, радећи у тајности, Десептикони су такође развили технологију трансформације заједно са новом способношћу летења када су у роботском облику и под командом једног од првих из нове врсте, Мегатрона, су напали један аутоботски град, убивши тадашњег вођу Аутобота. Овај чин није објављен, и млађи роботи су наставили да идолизују ове нове моћне летеће роботе, све док једног таквог младог робота, Орајана Пекса, није преварио Мегатрон, дозволивши му приступ у постројење за складиштење енергије. Мегатрон је онда показао своје право лице и смртно оштетио Орајана, али је древни Аутобот, Алфа Трајон, преправио Орајана у првог од нове ратничке врсте Аутобота, Оптимуса Прајма. Оптимус Прајм је предводио Аутоботе против Мегатрона и Десептикона у грађанском рату који је избио још једном.

## Списак Аутобота

### Генерација 1
Примедба: Аутоботи из америчке и јапанске Генерације 1.

#### Команданти
- Оптимус Прајм
- Ултра Магнус
- Родимус Прајм
- Алфа Трајон
- Елита Ван
- Стар Сејбер
- Даи Атлас
- Емират Ксарон

#### Аутомобили
- Ајронхајд
- Арси
- Блустрик
- Блур
- Вилџек
- Грепл
- Инферно
- Мираж
- Кап
- Праул
- Ред Алерт
- Речет
- Сајдсвајп
- Санстрикер
- Скидс
- Смоукскрин
- Трејлбрејкер
- Трекс
- Хаунд
- Хојст
- Хот Род
- Џез

#### Мала возила
- Аутбек
- Бамблби
- Бичкомбер
- Браун
- Вили
- Виндчарџер
- Ворпат
- Гирс
- Клифџампер
- Космос
- Пајпс
- Пауерглајд
- Сверв
- Сиспреј
- Тејлгејт
- Хабкап
- Хафер

#### Диноботи
- Гримлок
- Слег
- Слаџ
- Снарл
- Свуп

#### Делукс возила
- Вирл
- Роудбастер

#### Џампстартери
- Твинтвист
- Топспин

#### Ериалботи
- Ер Рејд
- Фајерфлајт
- Силверболт
- Слингшот
- Скајдајв
  - Ериалботи заједно чине Супериона

#### Протектоботи
- Блејдс
- Фрст Ејд
- Грув
- Хот Спот
- Сритвајс
  - Протектобори заједно чине Дефензора

#### Мини-касете
- Иџект
- Ремхорн
- Ривајнд
- Стилџау
- Грендслем
- Рејнденс
  - Грендслем и Рејнденс заједно чине Слемденса

#### Троструки претварачи
- Спингер
- Бродсајд
- Сендсторм

#### Техноботи
- Афтербурнер
- Лајтспид
- Носкон
- Скетершот
- Стрејф
  - Техноботи заједно чине Компјутрона

#### Тротлботи
- Чејс
- Фривеј
- Голдбаг
- Ролбар
- Серчлајт
- Вајдлоад

#### Хедмастери
- Кромдом
- Брејсторм
- Хархед
- Хајброу

#### Клонови
- Фастлејн
- Клаудрејкер

#### Таргетмастери
- Кросхерс
- Поинтбленк
- Шуршот

#### Дупли Таргетмастери
- Квикмикс
- Скуп
- Лендфил

#### Монстерботи
- Даблкрос
- Гротуске
- Репугнус

#### Претендери
- Клаудбурст
- Лендмајн
- Вејврајдер
- Даблхедер
- Граундбрикер
- Лонгтут
- Пинчер
- Скај Хај
- Сплешдаун
- Катила
- Чејнклау

#### Хедмастери Јуниори
- Сирен
- Хосхед
- Најтбит

#### Пауермастери
- Пауермастер Оптимус Прајм
- Гетавеј
- Џојрајд
- Слепдеш
- Ејпекс Бомбер

#### Тригерботи
- Бекстрит
- Доџфајт
- Оверрајд

#### Остали
- Бластер
- Фортрес Максимус
- Џетфајер (Скајфајер)
- Метроплекс
- Омега Суприм
- Персептор
- Панч/Кантерпанч
- Скај Линкс
- Рек Гар

### Армада/Енергон
- Оптимус Прајм
- Џетфајер
- Хот Шот
- Ред Алерт
- Смоукскрин/Хојст
- Блур
- Скевенџер
- Сајдсвајп
- Читор
- Ерејзор
- Ринокс
- Ајронхајд
- Инферно/Роудблок
- Родимус
- Праул
- Лендмајн
- Лендквејк
- Балкхед
- Клифџампер
- Бичкомер
- Винг Сејбер
- Квикстрајк
- Дауншифт
- Омега Суприм
- Омега Сентинел
- Тридболт
- Гримлок и Свуп
  - Гримлок и Свуп заједни чине Мега-Динобота
- Омникони
  - Арси
  - Стронгарм
  - Скајбласт
  - Сигнал Флер
  - Офшот
- Ваздушни тим
  - Сторм Џет
  - Скај Шедоу
  - Тридшот
  - Виндрејзор
  - Терадајв
    - Ваздушни тим заједно чини Супериона Максимуса

### Сајбертрон
- Оптимус Прајм
- Џетфајер
- Хот Шот
- Лендмајн
- Оверхол/Лиобрикер
- Скаторшот
- Вектор Прајм
- Ред Алерт
- Оверрајд
- Брајдаун
- Клокер
- Бекстоп
- Снарл
- Ивак
- Кросвајс
- Винг Сејбер
- Метроплекс
- Квикмикс
- Лонгрек
- Блур
- Сверв